# Municipio de Graham (Pensilvania)
El municipio de Graham (en inglés: Graham Township) es un municipio ubicado en el condado de Clearfield en el estado estadounidense de Pensilvania. En el año 2000 tenía una población de 1.236 habitantes y una densidad poblacional de 15.8 personas por km².

## Geografía
El municipio de Graham se encuentra ubicado en las coordenadas 40°59′00″N 78°13′59″O / 40.98333, -78.23306.

## Demografía
Según la Oficina del Censo en 2000 los ingresos medios por hogar en la localidad eran de $37,604 y los ingresos medios por familia eran de $40,385. Los hombres tenían unos ingresos medios de $30,926 frente a los $22,560 para las mujeres. La renta per cápita de la localidad era de $15,950. Alrededor del 6,7% de la población estaba por debajo del umbral de pobreza.